# 대한민국의 주소
이 문서는 대한민국의 주소에 관하여 서술한 내용이다.

## 역사
- 1918년 지번 주소가 도입되었다.
- 1996년 김영삼 정부 내무부에서 도로명 주소 시범 사업에 착수하였다.[1]
- 1997년 1월 도로명 주소 시범 사업 추진 (서울특별시 강남구, 안양시, 안산시, 청주시, 공주시, 경주시)
- 1997년 ~ 2010년 10월 도로명 주소 시설물 전국 설치 완료.
- 2010년 10월 27일 ~ 11월 30일 도로명 주소 예비 안내
- 2011년 3월 26일 ~ 6월 30일 도로명 주소 전국 일괄 고지
- 2011년 4월 ~ 12월 도로명 주소 정보화 사업 (국가주소정보시스템 구축)
- 2011년 7월 23일 도로명 주소 고시.
- 2014년 1월 1일 도로명 주소 전면 시행.
  - 생활 주소 : 1996년 ~ 도입 결정
  - 법정 주소 : 2011년 7월 29일 ~ 현재
    - 전국적 시설완료 : 1997년 ~ 2010년 10월
    - 도로명 주소 또는 지번 주소 병행 사용 : 2011년 7월 29일 ~ 2013년 12월 31일
    - 도로명 주소 본격 사용 : 2014년 1월 1일~

## 지번 주소
토지 구획을 정리한 지번을 구분자로 이용하는 경우이다. 주로 다음과 같이 쓰인다.
| 광역지방자치단체 | 기초지방자치단체 | 행정시 · 행정구 | 읍 · 면  | 동 · 리 | 번지  | 상세주소          |
| ---------------- | ---------------- | --------------- | -------- | ------- | ----- | ----------------- |
| 서울특별시       | 강남구           |                 |          | 삼성동  | 338-3 | ○○빌딩 A호        |
| 경기도           | 수원시           | 장안구          |          | 정자동  | 687   | ○○ 아파트 A동 B호 |
| 경상남도         | 창원시           | 의창구          | 대산면   | 가술리  | 323-4 |                   |
| 제주특별자치도   |                  | 서귀포시        | 성산읍   | 성산리  | 160   |                   |
| 세종특별자치시   |                  |                 | 조치원읍 | 신흥리  | 24-3  |                   |

동의 경우 법정동을 쓰는 것이 원칙이나 행정동을 쓰는 것도 허용한다. 우편물의 주소에는 맨 앞에 우편번호, 맨 뒤에 사람이나 단체의 이름이 붙기도 한다. 지번주소상의 번지수는 물리적 위치 순서가 아닌 생성 순서이기 때문에 지번상 연속성이 없어 위치찾기의 기능이 거의 상실되었으며, 이에 대한 대안으로 도로명주소 체계가 도입되었다.

## 도로명 주소

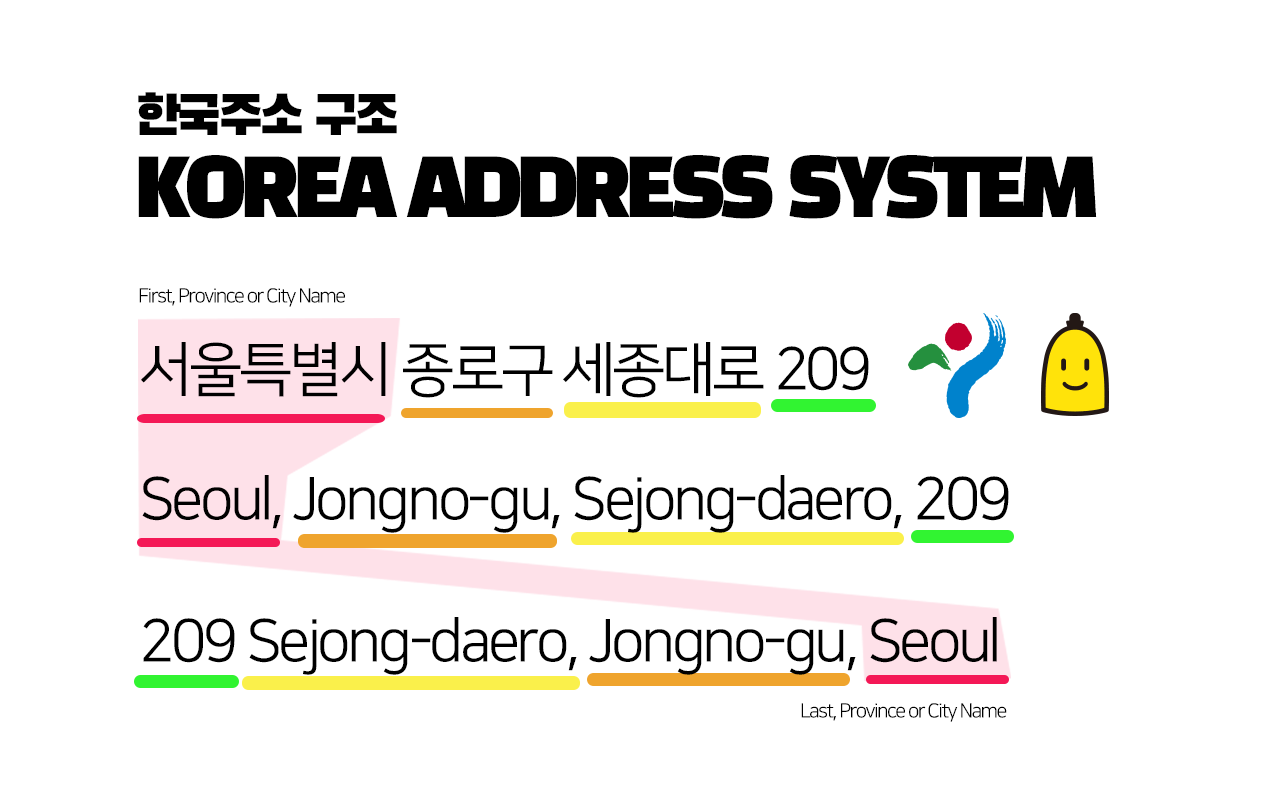
한국주소 구조

대한민국의 행정법 중 하나인 《도로명주소법》 제2조 〈정의〉1항에서의 '"도로명주소"란 부여된 도로명, 기초번호, 건물번호, 상세주소에 의하여 건물의 주소를 표기하는 방식으로, 3항에서의 "도로명 주소 사업"은 도로와 건물등에 도로명 및 건물번호를 부여하고 관련 시설 등을 설치 및 유지관리, 활용하는 것이다. 이전의 지번주소를 대신하여 새로 나왔다는 의미에서 새주소라고도 불렸다.
도로명주소법은 2007년 4월 5일에 처음 제정되어, 《도로명주소 등 표기에 관한 법률》이었으나, 2009년 4월 1일부터 현행 명칭으로 변경했으며, 관련된 사항이 규정되어 있다.
대한민국에서는 2014년부터 도로명 주소가 전면 사용되어 인터넷이나 각종 안내용 주소 등은 모두 도로명주소를 사용하여야 한다. 맨 뒤에 괄호를 병기하여 법정동을 기입하고, 필요시 공동주택 이름을 넣는다. (예시: 서울특별시 성동구 독서당로 377, ○○○동 ○○○호 (응봉동, 금호현대아파트) 등). 이를 참고항목이라 한다.
구체적인 표기방법은 아래와 같다.
| 광역지방자치단체 | 기초지방자치단체 | 행정시 · 행정구 | 읍 · 면 | 도로명           | 건물 번호 | 상세 주소  | 참고 항목    |
| ---------------- | ---------------- | --------------- | ------- | ---------------- | --------- | ---------- | ------------ |
| 서울특별시       | 강남구           |                 |         | 남부순환로       | 지하2744  |            | (도곡동)     |
| 대구광역시       | 달성군           |                 | 현풍읍  | 비슬로134길      | 157       |            |              |
| 경상북도         | 문경시           |                 |         | 매봉4길          | 12        |            | (모전동)     |
| 제주특별자치도   |                  | 서귀포시        | 성산읍  | 고성동서로56번길 | 10        | 가동 104호 | (동명아파트) |
| 경기도           | 수원시           | 영통구          |         | 영통로           | 124       |            | (망포동)     |
| 전북특별자치도   | 전주시           | 완산구          |         | 효자로           | 225       |            | (효자동3가)  |

### 도로 구간
도로구간은 도로의 시작지점부터 끝지점을 연결한, 가상의 연속된 구간을 말한다. 도로구간은 연속성과 직진성이 유지되도록 하며 최대한 길게 설정하도록 되어 있다.

### 도로명
도로명은 도로명 주소를 부여하기 위해 도로구간마다 부여한 이름이다. 
1. 대로(大路, daero) : 폭이 40m를 초과하거나 왕복 8차선이 넘는 구간.
2. 로(路, ro) : 대로보다 좁고 길보다 넓은 구간으로 폭이 12~40미터 사이 또는 왕복 2차선 이상 8차선 이하 구간.
3. 길(gil) : 폭이 12m 미만이거나 2차로 미만인 구간.

분기된 도로명에 부여된 숫자 중 홀수는 도로의 시작점에서 끝나는 지점의 방향으로 왼쪽에, 짝수는 오른쪽에 부여한다. 
예) "반포대로23길"은 "반포대로"의 왼쪽에서 분기된 길을 의미한다. "공항로424번길"은 "공항로"의 오른쪽에서 분기된 길을 의미한다. 길의 경우 기초번호 방식 또는 일련번호 방식을 이용하여 도로명을 부여한다.
도로명의 영문 명칭은 보통은 로마자표기법으로 표현을 따르나 숫자와 특수문자로 구성된 도로도 있다. (강북구 4.19로와 같이 구두점과 숫자로 이루어진 경우가 있다.)
분기된 도로명의 경우 번길과 길 또는 로를 붙이지만 가지번호가 붙는 순간부터 다른 도로로 이해 하는게 손쉽다. 가지번호로서의 세부도로로 해석해볼 수 있지만, 별개의 도로로 인식하는게 좋다.
영문주소를 보면 이해가 가능하다. 번길이 영문로 뒤에 붙는다. 쉼표(,)를 기준으로 하나의 고유명사 처럼 생각하는게 이해가 빠르다.
예) 영문주소인 경우 가지번호는 본도로명주소의 뒤로 붙는다. "서구 청라커낼로288번길" 이라면 "Cheongna canal-ro 288beon-gil, Seo-gu"가 된다. 번길이 뒤로 붙는 과정이 한글 표기와 순서는 같다. 가지 번호에 번길이 붙는 순간 똑때어 보는 하나의 새로운 명칭으로 보면 손쉽다.

### 기초번호
기초번호는 도로구간을 일정한 간격으로 나누고, 시작지점으로부터 왼쪽은 홀수번호, 오른쪽은 짝수번호를 부여하여 진행할수록 번호가 증가하게 되어 있는 가상의 간격이다. 대로나 로와 같이 넓은 도로는 20미터 단위로 기초번호가 부여되며, 길과 같이 좁은 도로는 10미터 단위로 기초번호가 부여된다. 뒤에 서술할 건물번호는 건물 주출입구로부터 연장한 가상의 선이 기초번호와 만날 때 그 기초번호를 부여하는 것이다. 예를 들어 '도봉로'라는 도로구간에 인접한 A라는 건물의 주출입구로부터 가상의 선을 연장하여 도봉로 중심의 기초번호까지 연장했을 때, 그 가상의 선과 만나는 기초번호가 301/302번일 경우를 가정하면, 해당 건물이 도봉로 시점에서 봤을 때 왼쪽에 있으면 도봉로 301, 도봉로 오른쪽에 있으면 도봉로 302로 도로명주소를 부여받게 된다.

#### 도로명판
이 도로명과 기초번호 등을 안내하기 위해 제작 설치하는 표지판으로 모두 네 종류가 있다. 자세한 것은 아래 그림과 같다.
|                             |          |                  |
| 시작지점(시점)/끝지점(종점) | 교차방향 | 진행방향(앞방향) |
| 도로명주소 표지판의 예시    |          |                  |

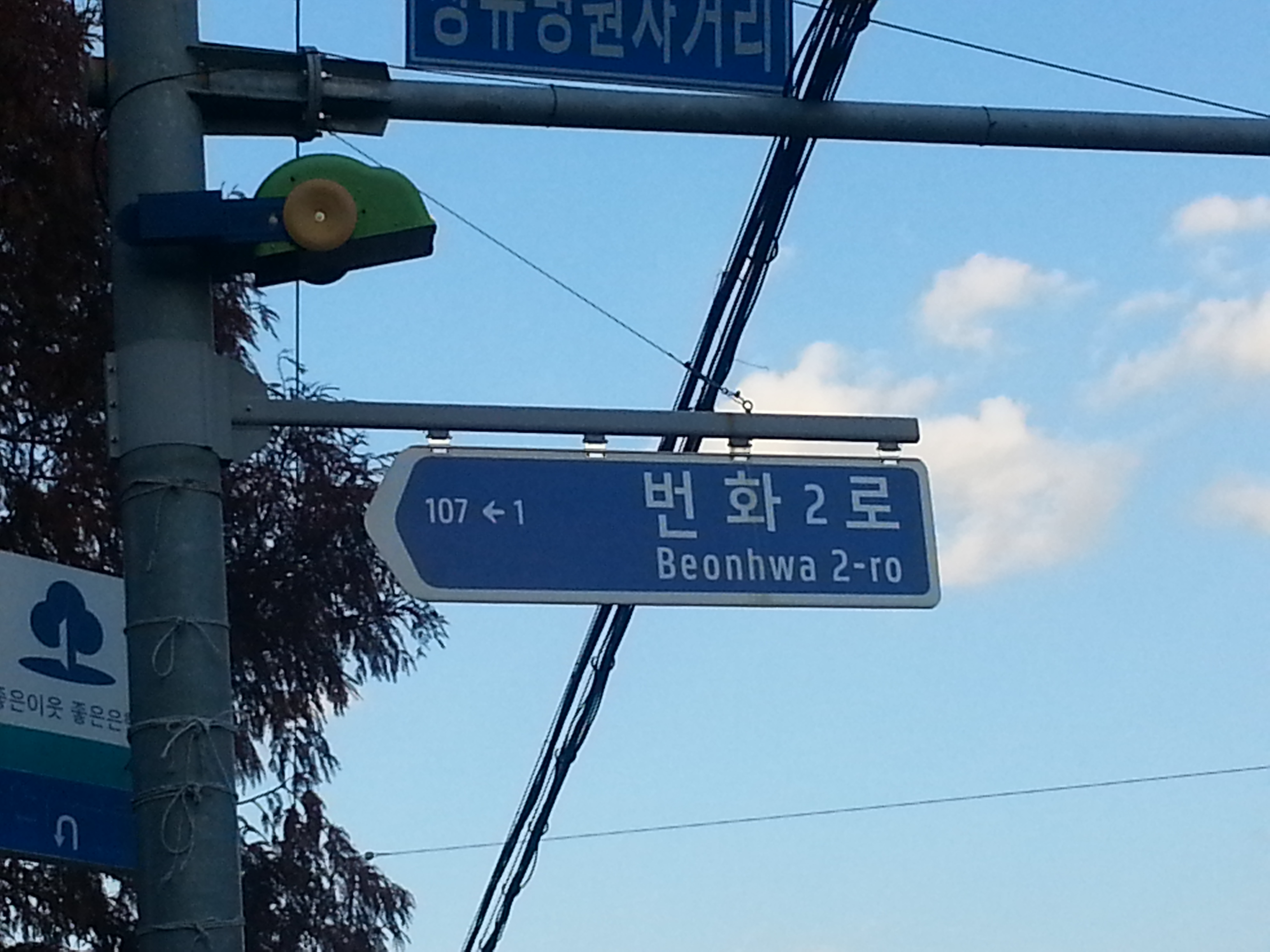
또 다른 예시

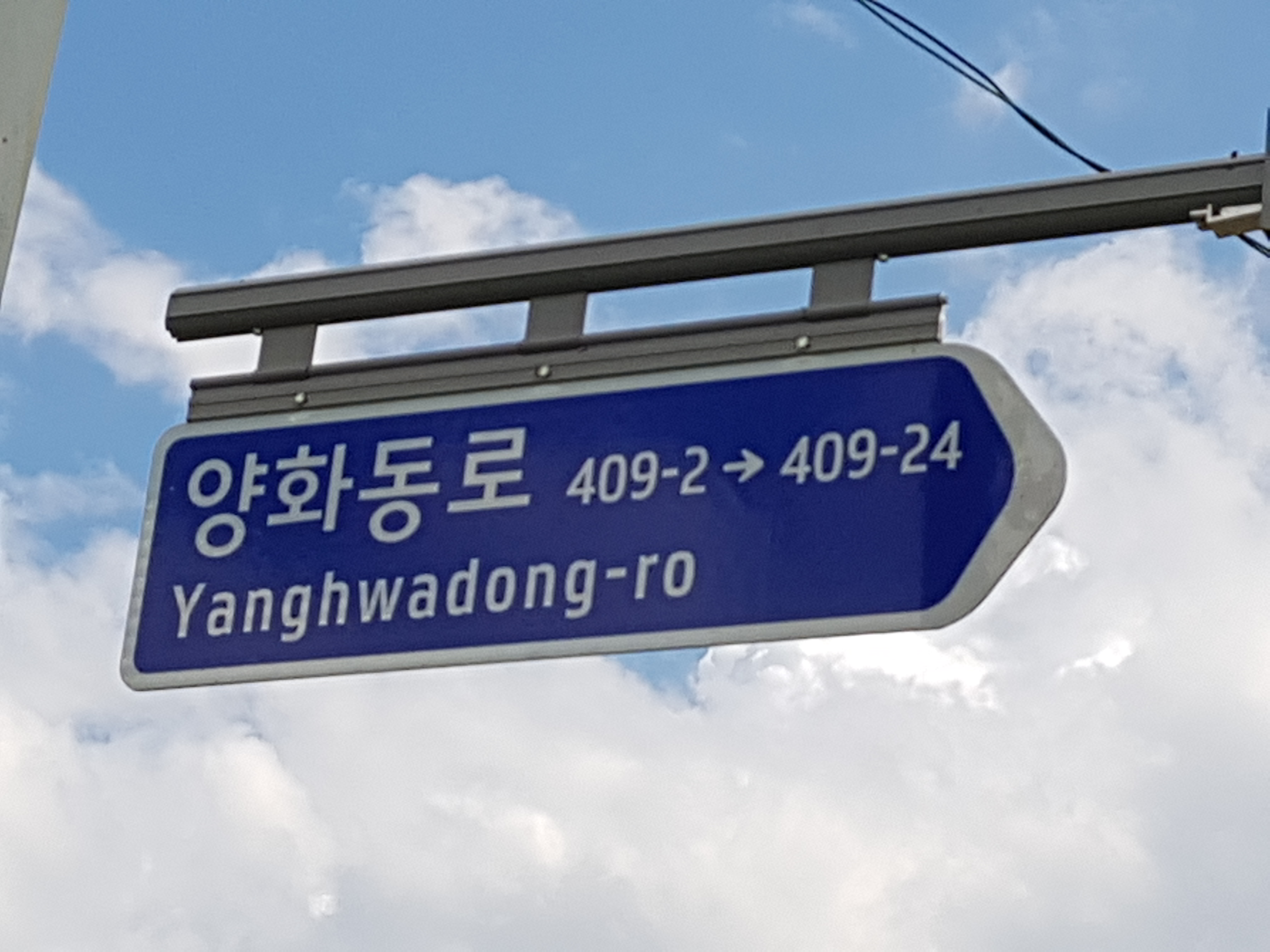
예시3

#### 도로명판 예시
현재 도로와 앞으로 만나는 도로 또는 인근의 도로명과 얼마나 멀리 떨어져 있는지, 분기 되어 시작 되는지를 알 수 있는 도로명판 등이 있다.

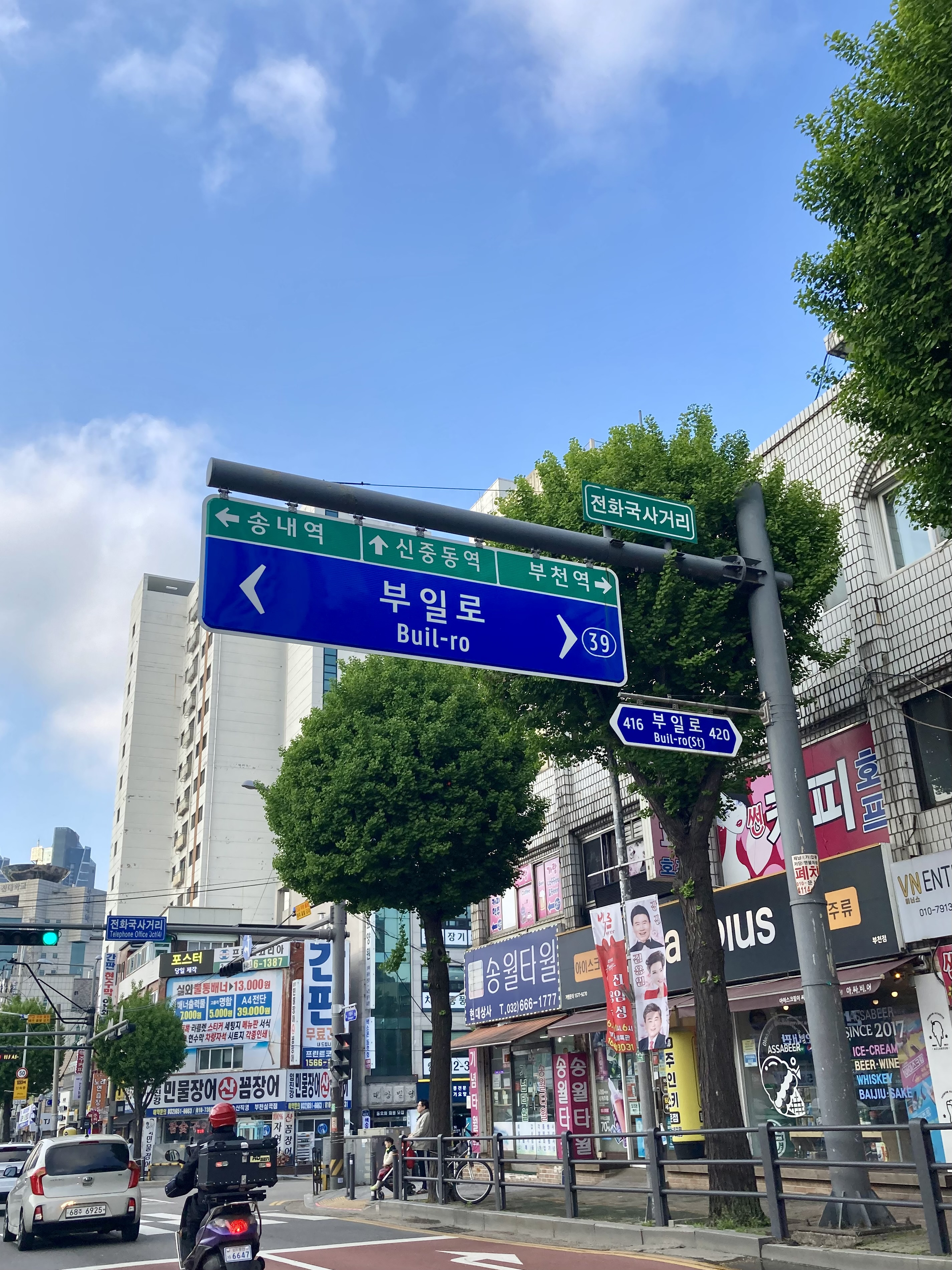
신흥로에서 바라본 부일로와 교차하는 전화국사거리라는 큰 도로명판
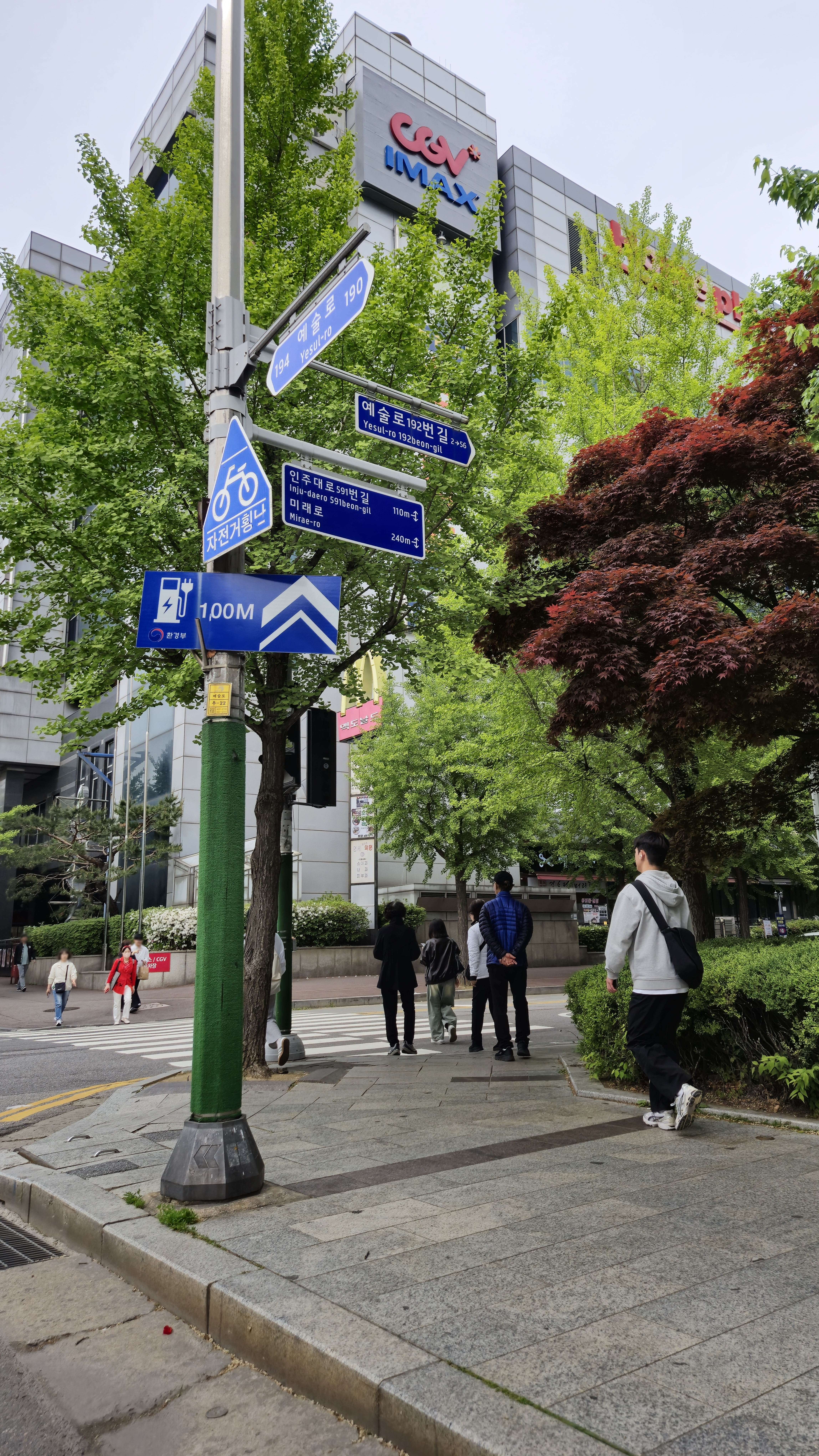
예술로에 다른 도로명들의 거리를 미터<m>을 표현한 도로명판
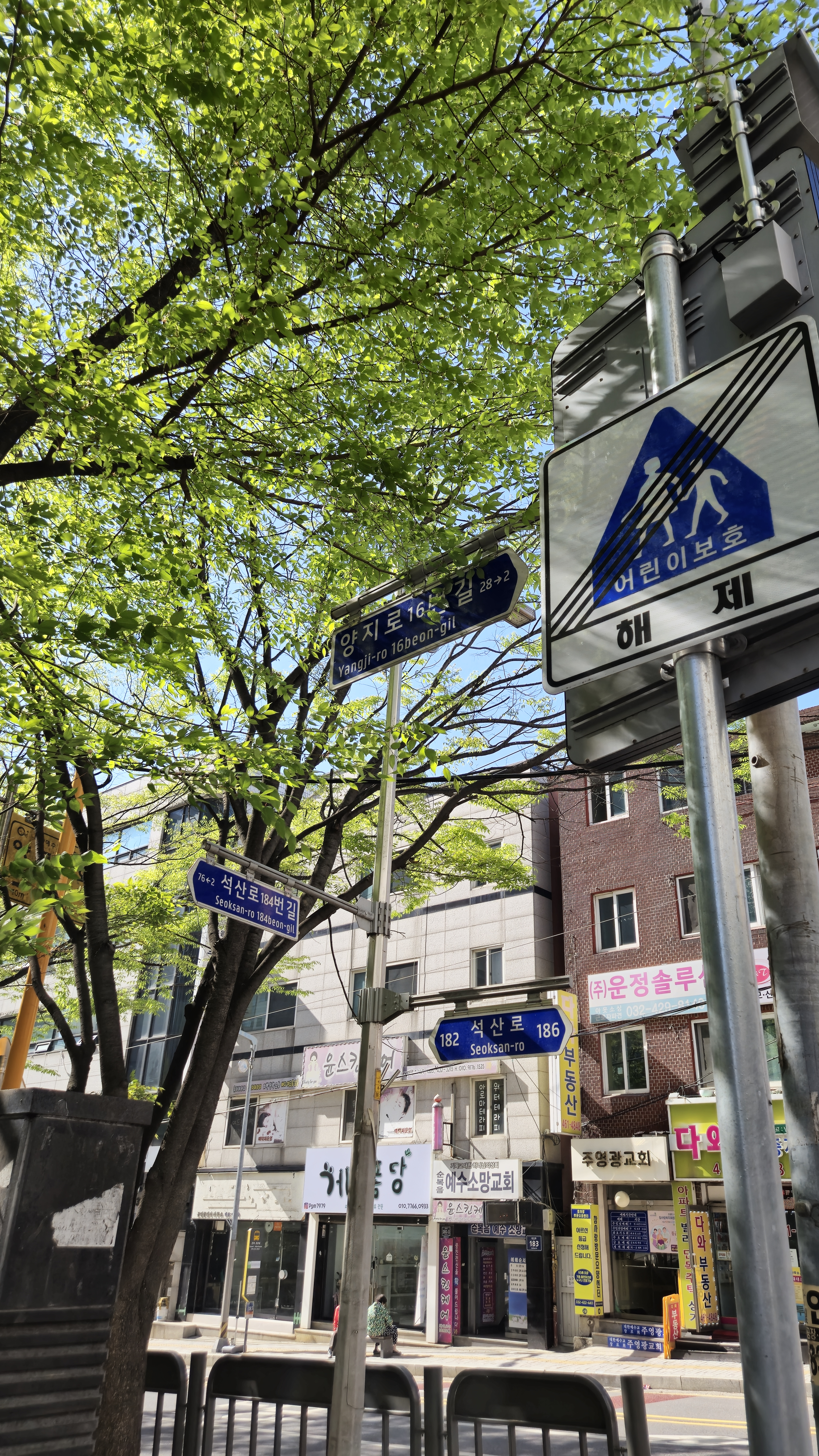
석산로 양방향, 가지번호길인 석산로184번길 다른 방향을 표현된 도로명판
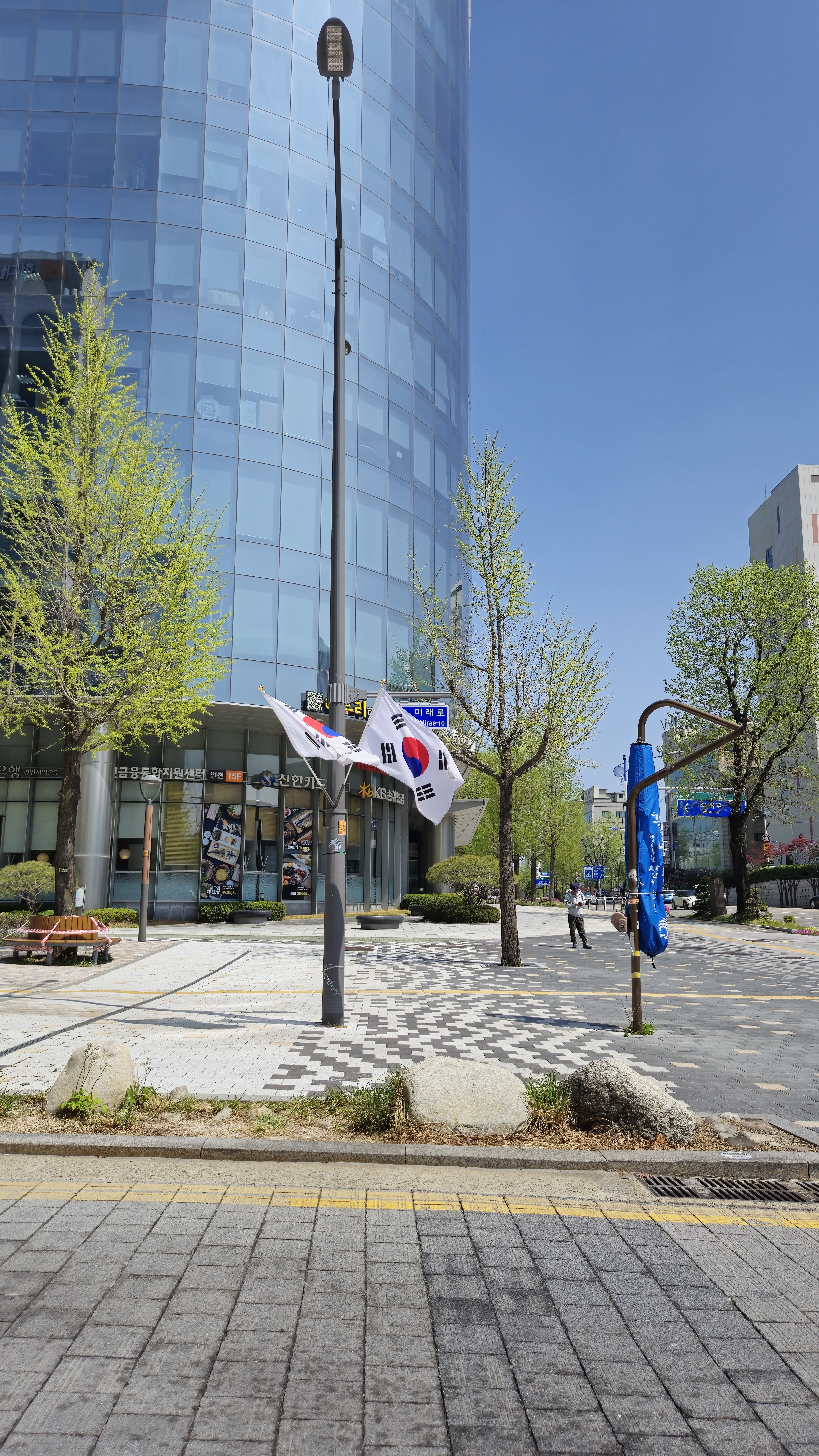
미래로 도로의 방향과 결을 따라가는 도로명판(사각)
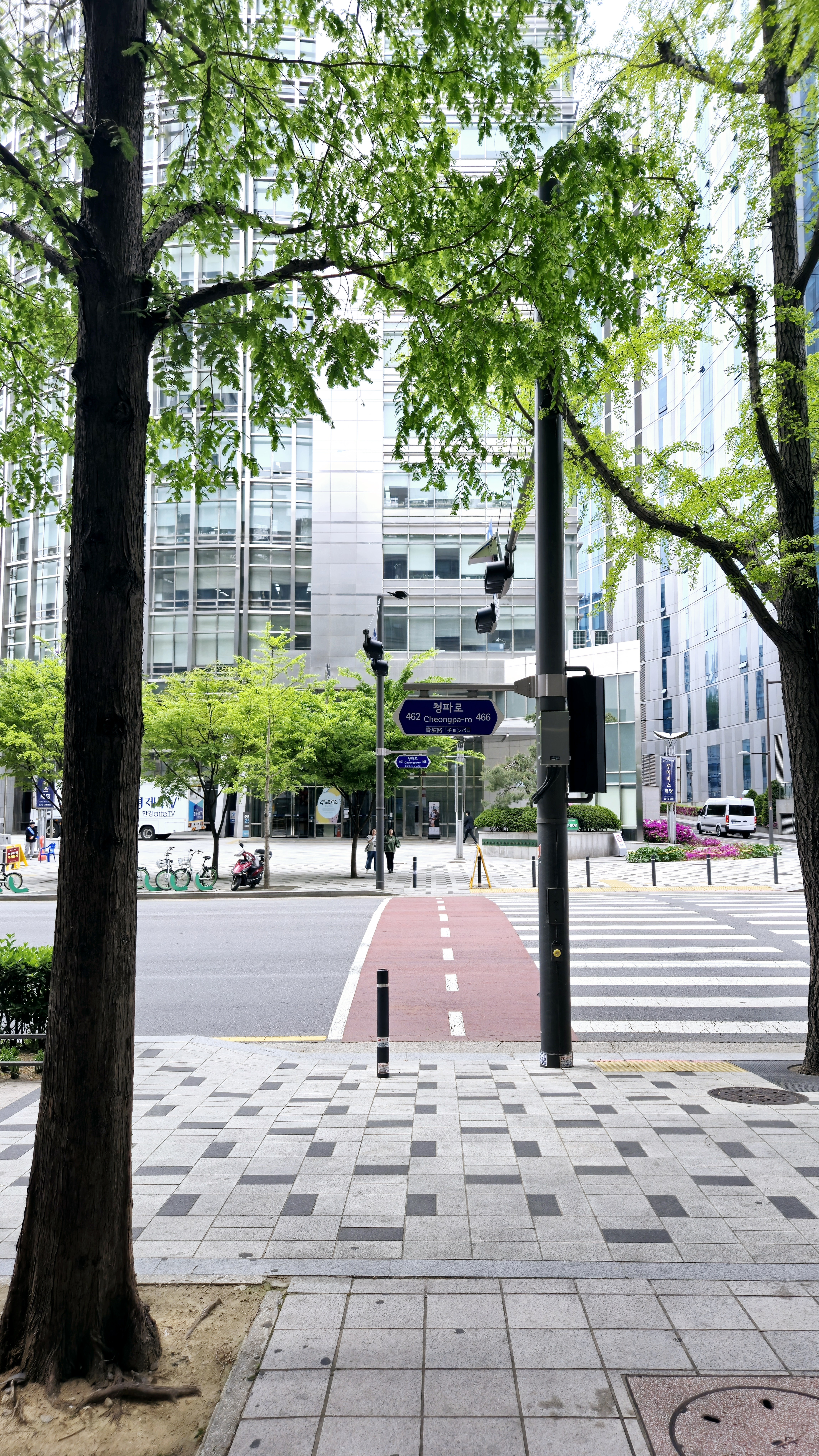
청파로의 흐름과 보행자 기준으로 표현된 도로명판(양방향 화살표)
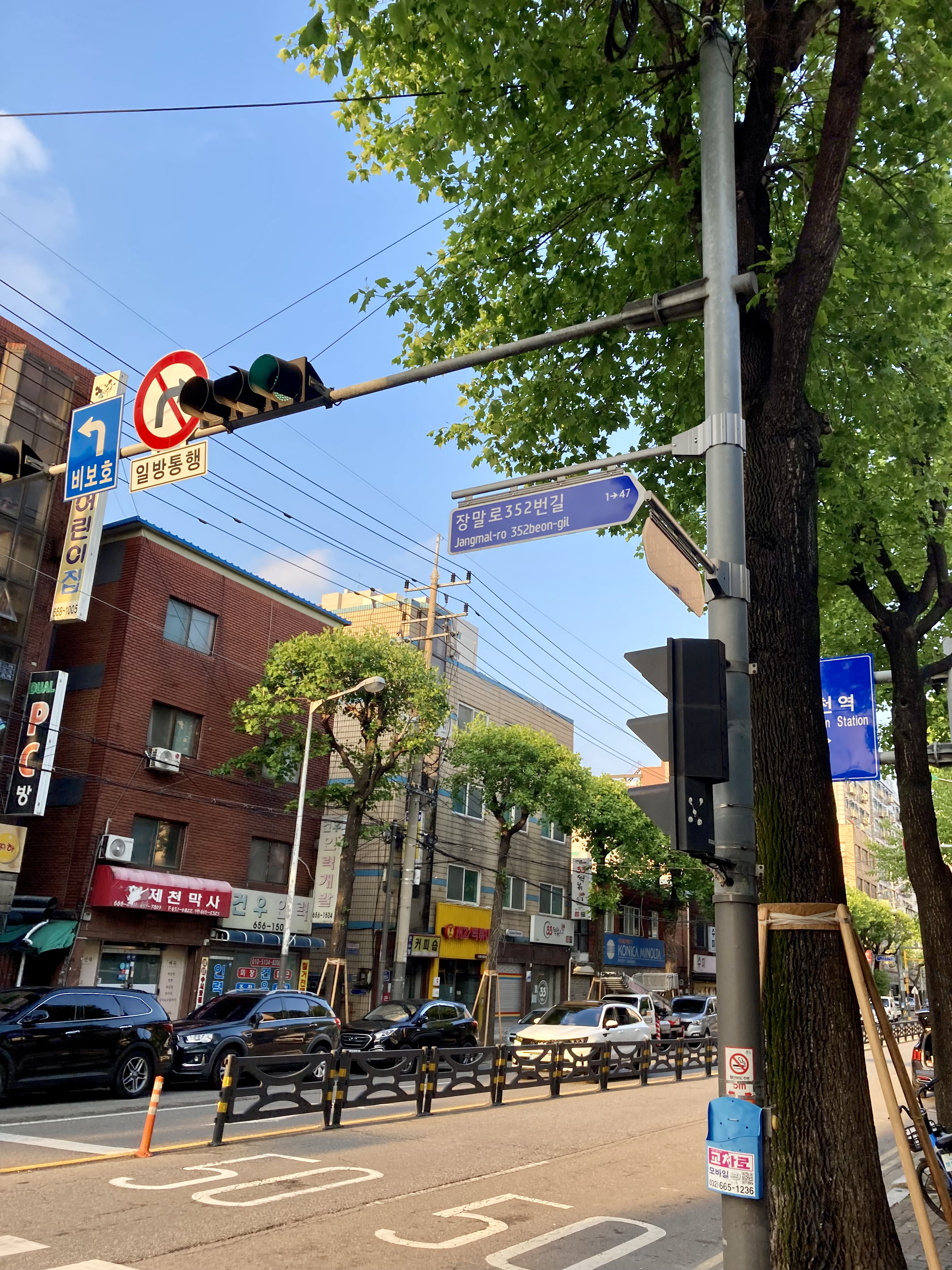
장말로의 가지번호길인 장말로352번길 시작지점(1→47) 도로명판

석산로 표현처럼 도로명판이 화살표로 된 느낌을 주는 것은 해당 방향으로 보행자 또는 운전자가 진입할 수 있음 또는 진입중임을 알리는 표식이 되기도 하며, 정사각형의 라운드된 예쁜 도로명판은 현재 당신이 있는 도로이며, 제 이름 입니다 라고 이해할 수 있다.
예술로에 표현된 도로명판 중, 여러 도로명이 함께 한 도로명판에 명기된 경우, 인근의 다른 도로와의 거리를 표현한 m(미터법)표현이 되어있는 경우도 있다.
신흥로 예시를 들어, 현재의 도로명을 알려면 사각형의 도로명판을 확인하는 것이 좋고, 같은 사각형이더라도 도로명판 내 화살표가 있는지를 살피어 현재 도로명이 아니라 앞으로 바로 만날 사거리 또는 교차 지점에서 새롭게 만나는 도로인지를 확인 하는 것인지 구분하면 된다.

양방향 화살표의 경우 청파로에 표현된 교차방향 표식으로 사용되지 않고, 도로의 결 방향이 아니라 횡단보도 보행자 기준에서의 표식으로도 사용되곤 한다.

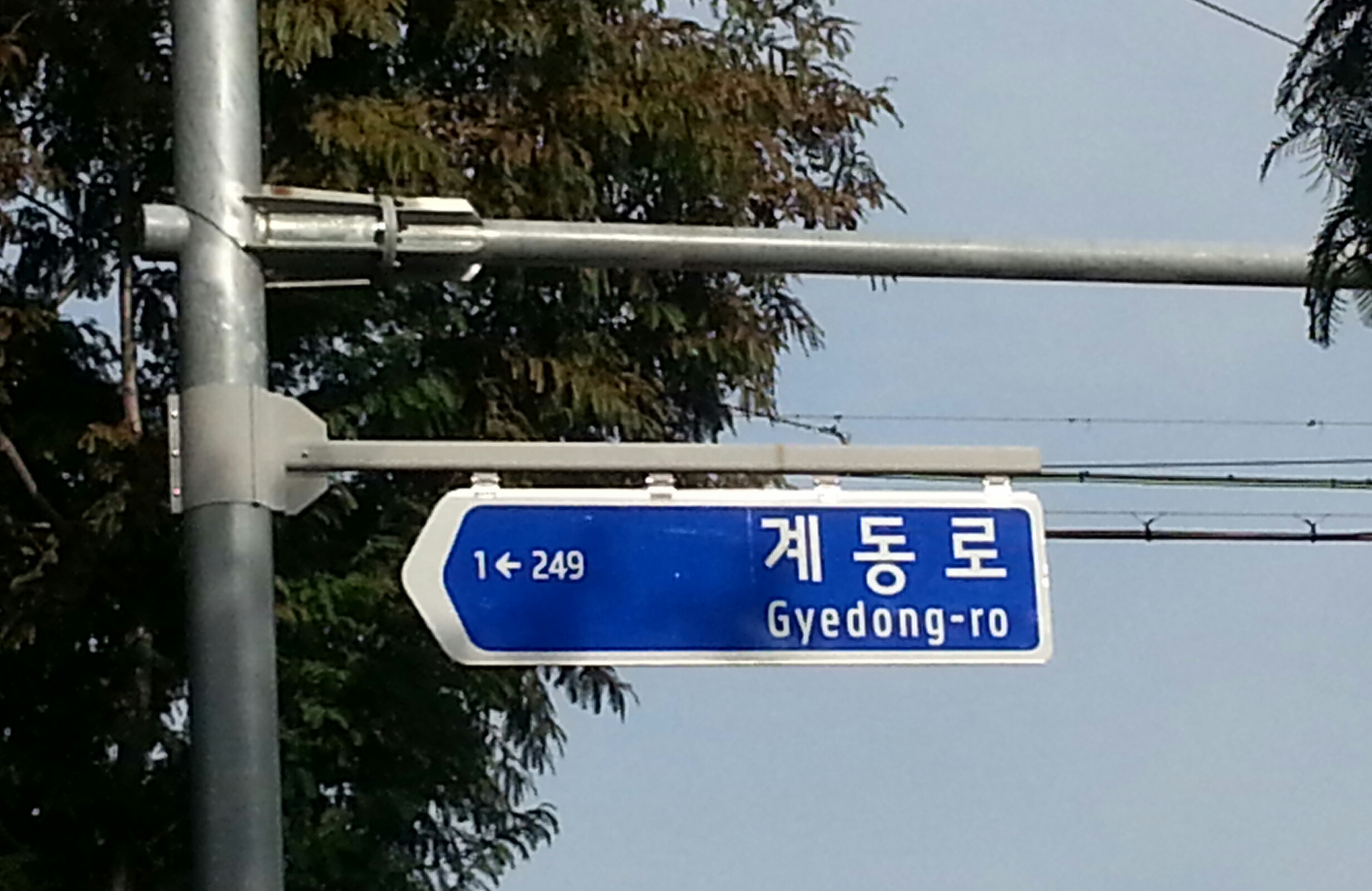
도로명주소 표지판의 예시

#### 기초번호 방식
《도로명주소법》 제2조 6항에서는 도로구간의 시작지점부터 끝지점까지 일정한 간격으로 부여된 번호이다. 기초번호 방식은 길이 분기되는 곳의 주도로 기초번호를 도로명으로 사용하는 방식이다. 예를 들어 "공항로424번길"은 공항로의 기초번호 424번에서 갈라져 나온 길을 뜻한다. 비슷한 예로 "고성동서로56번길"은 고성동서로의 기초번호 56번에서 갈라져 나온 길을 뜻한다.
도로구간의 시작지점부터 끝지점까지 일정한 간격으로 부여된 사용하는 방식이다. 분기점의 기초번호를 끌어와 도로명으로 정하는 방식이기 때문에 도로명 지정에 모순이 발생할 확률이 적어, 도로망이 고착된 도심지보다는 새로운 도로구간이 생겨날 가능성이 높은 교외 지역에 적합하다. 반면 "번" 음절이 더해지는데다 기초번호를 끌어오는 특성상 길이가 긴 도로의 경우 아라비아 숫자가 네자리 이상으로 붙는 경우도 있어, 주소의 원칙인 간결성 측면에서 일련번호 방식보다 뒤떨어진다.

#### 일련번호 방식
일련번호 방식은 도로의 시작지점부터 끝지점까지 갈라져 나오는 길마다 번호를 1씩 증가시키면서 도로명을 부여하는 것이다. 예를 들어 "삼양로"의 경우 삼양로 시작지점으로부터 첫 번째로 갈라져 나오는 길에는 "삼양로1길", 두 번째로 분기하는 길에는 "삼양로2길"...의 식으로 명칭을 붙인다. 기초번호 방식의 경우 도로명을 통해 주도로의 시작지점으로부터의 거리를 알 수 있으나 일련번호 방식은 분기되는 순서에 따라 번호를 1씩 증가시킨다. 이 번호를 더 세분화할 필요가 있을 때에는 '가, 나' 등의 한글 음절을 숫자 뒤에 덧붙인다. (예: 울산광역시 동구 문재2가길, 문재2나길)
일련번호 방식의 장점은 기초번호에 비해 주소의 음절 수가 적어 간결하다는 것이다. 다만 길과 길 사이에 새로운 길이 생기는 경우와 같이 변칙적인 상황에 대응하기 힘들다는 문제점이 있어 도로망이 고착된 도심지에 적합하다.화성시는 기초번호와 함께 사용한다

### 건물번호

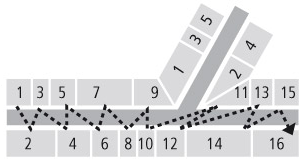
건물번호를 붙이는 방식. 도로 시작점 기준으로 왼쪽은 홀수, 오른쪽은 짝수가 부여된다.

《도로명주소법》 제2조 7항에서는 건물등마다 부여된 번호이다. 도로명 뒤에 붙는 건물번호는 지번에서는 번지수에 해당하는 것으로 건물의 주된 출입구를 기준으로 부여된다. 건물번호 도로의 시작점으로부터 왼편에는 홀수를, 오른편에는 짝수를 대로 및 로의 경우 20미터마다, 길의 경우 10미터마다 2씩 증가하면서 부여한다. 건물번호는 본번과 부번으로 구성되는데, 한 건물이 두 개의 도로와 인접해 있을 경우, 보다 넓은 도로로 건물번호를 부여한다. 한 구간 내 여러 건물이 위치하고 있을 경우 -1, -2, -3처럼 부번을 부여하여 본번을 부여받은 건물과 구별한다. 지하철역이나 지하 상가 등 도로의 지하에 위치하고 있는 경우 "테헤란로 지하 156"(역삼역)처럼 번호에 지하를 붙이는 경우도 있다. 〈일반국도〉의 1항에서는 도로명 뒤에 붙는 건물번호는 지번에서는 번지수에 해당하는 것으로 건물의 주된 출입구를 기준으로 부여된다.

#### 건물번호판
건물번호판은 건물이 도로구간의 어느 기초번호 구간에 위치하고 있는지를 알려주는 시설물로 건물의 주출입구에 설치한다. 건물번호판은 크기에 따라 대로급, 로급과 길급의 두 개로 나눌 수 있고, 용도에 따라 일반용, 문화재 및 관광용, 관공서용의 세 개로 나눌 수 있다.
|                                   |                                   |                                   |                                   |
| 아라비아 숫자 한 자리 건물번호판. | 아라비아 숫자 두 자리 건물번호판. | 아라비아 숫자 세 자리 건물번호판. | 아라비아 숫자 네 자리 건물번호판. |

|            |        |           |          |        |        |
| 관광안내소 | 경마장 | 공연/극장 | 놀이시설 | 동물원 | 사찰   |
|            |        |           |          |        |        |
| 수족관     | 식물원 | 역사건축  | 온천     | 전시관 | 카지노 |

|        |        |            |        |      |
| 경찰서 | 도서관 | 미아보호소 | 우체국 | 학교 |

### 상세주소
《도로명주소법》 제2조 8항에서는 공동주택 등의 경우로서 건축물대장에 적혀 있는 동번호와 호수 또는 층수, 공동주택이 아닌 건물등이 다음 각 목의 어느 하나에 해당하는 경우에도 이를 상세주소로 본다.
- 건축물대장에 등록된 동, 층, 호를 세분하여 도로명주소대장에 등록한 경우
- 건축물대장에 등록되지 아니한 동, 층, 호를 도로명주소대장에 등록한 경우

### 지역 표기 및 기타
지역 표기에서는 기존의 지번주소에서 사용하던 동/리/지번을 사용하지 않는다. 시/도, 시/군/구, 읍/면은 그대로 사용한다. 법정동이나 공동건물명은 도로명주소의 마지막에서 괄호안에 넣어서 사용한다. 또, 부동산 관계 문서 등에서는 기존의 지번 체계를 그대로 유지한다.

### 코드 번호
시도 및 시군구 코드는 5자리, 도로명 번호는 7자리(106), 읍면동 코드는 3자리를 해당한다.
| - 11: 서울특별시 (참고) - 11110 : 서울특별시 종로구 (참고) - 30: 대전광역시 - 230: 대전광역시 대덕구 | - 1XXXXXX : ~고속도로 - 2XXXXXX : ~대로, ~순환도로 - 3XXXXXX : ~로 - 4XXXXXX : ~길 - 예외: 아산시 고속철대로: 6자리 | - 1XX : ~동 - 2XX : ~읍 - 3XX : ~면 |

#### 예시
- 서울특별시(11) 종로구(110) + 세종대로(2005001) + 종로1가(126)
- 서울특별시(11) 종로구(110) + 세종대로23길(4100190) + 도렴동(116)
- 서울특별시 종로구(11110) + 사직로(3100005) + 행촌동(181)
- 서울특별시 종로구(11110) + 송월길(4100192) + 행촌동(181)

### 그 외의 안내 시설

#### 지역안내판
이 도로명주소안내도를 이용하여 일정한 지역을 안내하기 위하여 제작·설치하는 알림판으로 용도에 따라 대형 안내판, 중형 안내판, 소형 안내판의 세 개로 나눌 수 있다. 자세한 것은 아래 그림과 같다.
|  |  |

## 같이 보기
- 대한민국의 행정 구역